# CloudSat

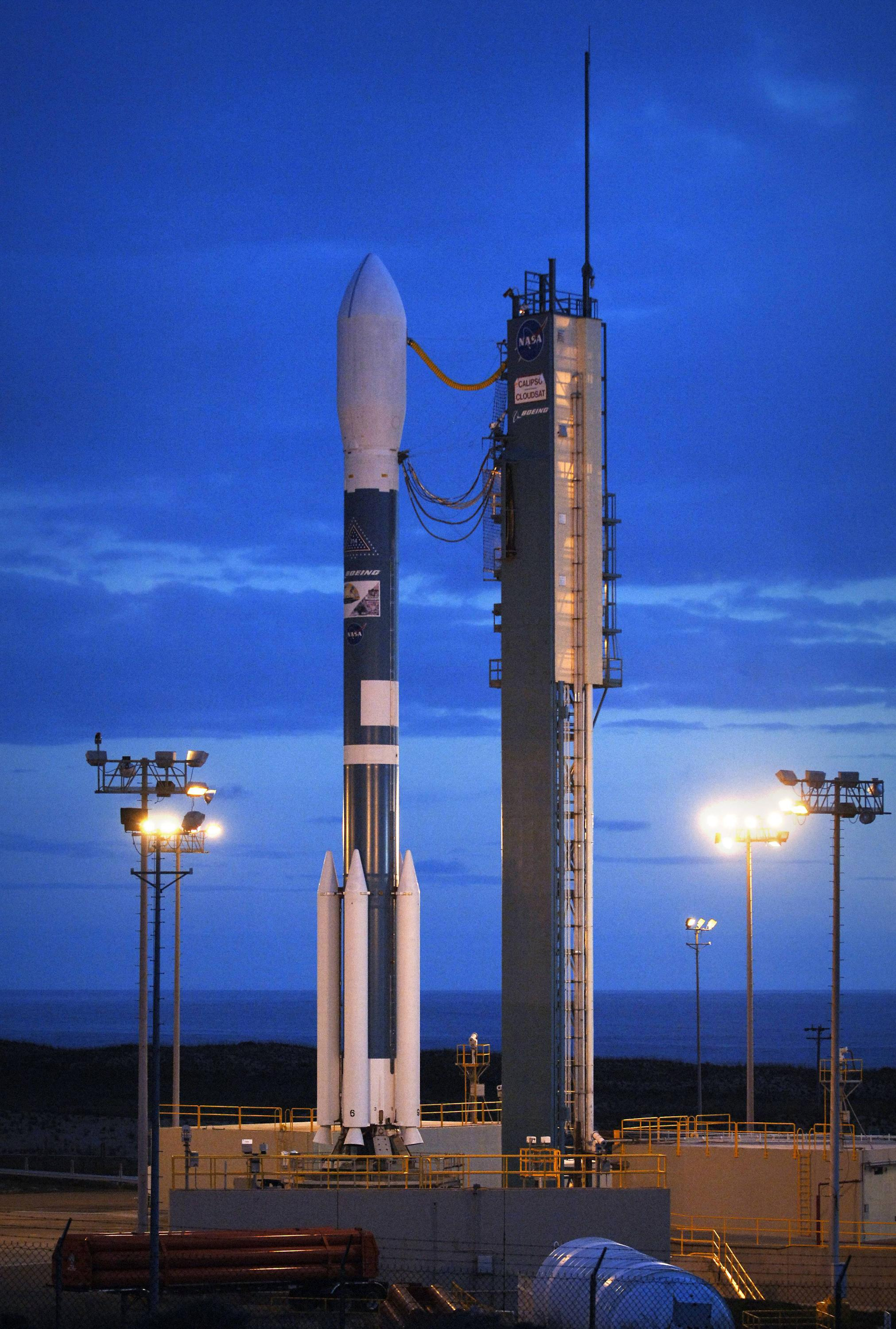
Rakieta Delta II z satelitami CloudSat i CALIPSO na stanowisku startowym SLC-2W bazy Sił Powietrznych USA Vandenberg

CloudSat – amerykański satelita do badań atmosfery, szczególnie chmur, który razem z innymi satelitami badawczymi (m.in. PARASOL, Aqua, Aura, CALIPSO) stanowi konstelację A-Train, pozwalającą na kolejne szybko następujące po sobie pomiary z orbity tego samego miejsca na Ziemi. A-Train ma na celu wielowymiarową obserwację procesów fizycznych zachodzących w chmurach i w atmosferze. CloudSat ma na pokładzie 3 mm radar meteorologiczny.
Wystrzelony 28 kwietnia 2006 razem z satelitą CALIPSO. Podstawowa misja satelity trwała 22 miesiące, jednak pracuje on do tej pory (wrzesień 2016). W czerwcu 2011 po problemach z zasilaniem jego orbita została obniżona i opuścił on konstelację A-Train. Powrócił do niej 15 maja 2012, po zakończeniu manewru podniesienia orbity.